# Batalla de Mal Paso
La batalla de Mal Paso, que tuvo lugar en el arroyo de ese nombre en las inmediaciones de la capital riojana a comienzos de mayo de 1863, permitió a la alianza de gobernadores afectos al partido liberal controlar la provincia de La Rioja, núcleo de la resistencia federal contra el gobierno nacional.

## Antecedentes
Vencedor el partido liberal en Pavón y electo Bartolomé Mitre presidente de la República Argentina, el caudillo federal Ángel Vicente Peñaloza manifestó al nuevo mandatario su voluntad de dar por superados los conflictos civiles en la nación. No obstante, las desconfianzas, provocaciones y acusaciones mutuas entre partidos continuaron, especialmente en el norte argentino, y finalmente un destacamento federal al mando de Fructuoso Ontiveros y Juan Gregorio Puebla, antiguos comandantes de Peñaloza, invadieron la provincia de San Luis derrotando a Juan Loyola en la batalla de Río Seco (20 de marzo de 1863) y en el combate de Higueritas.

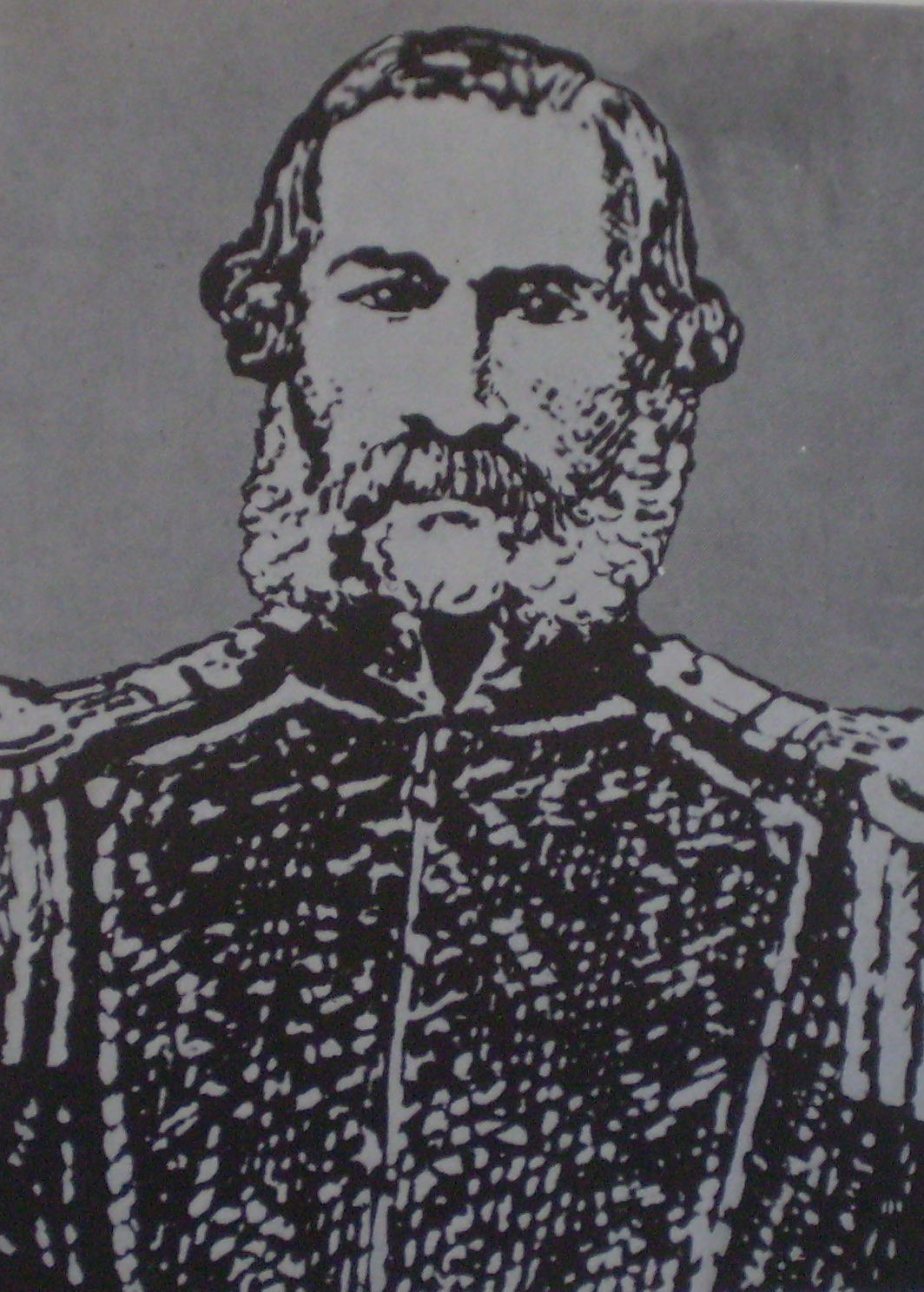
Ángel Vicente Peñaloza

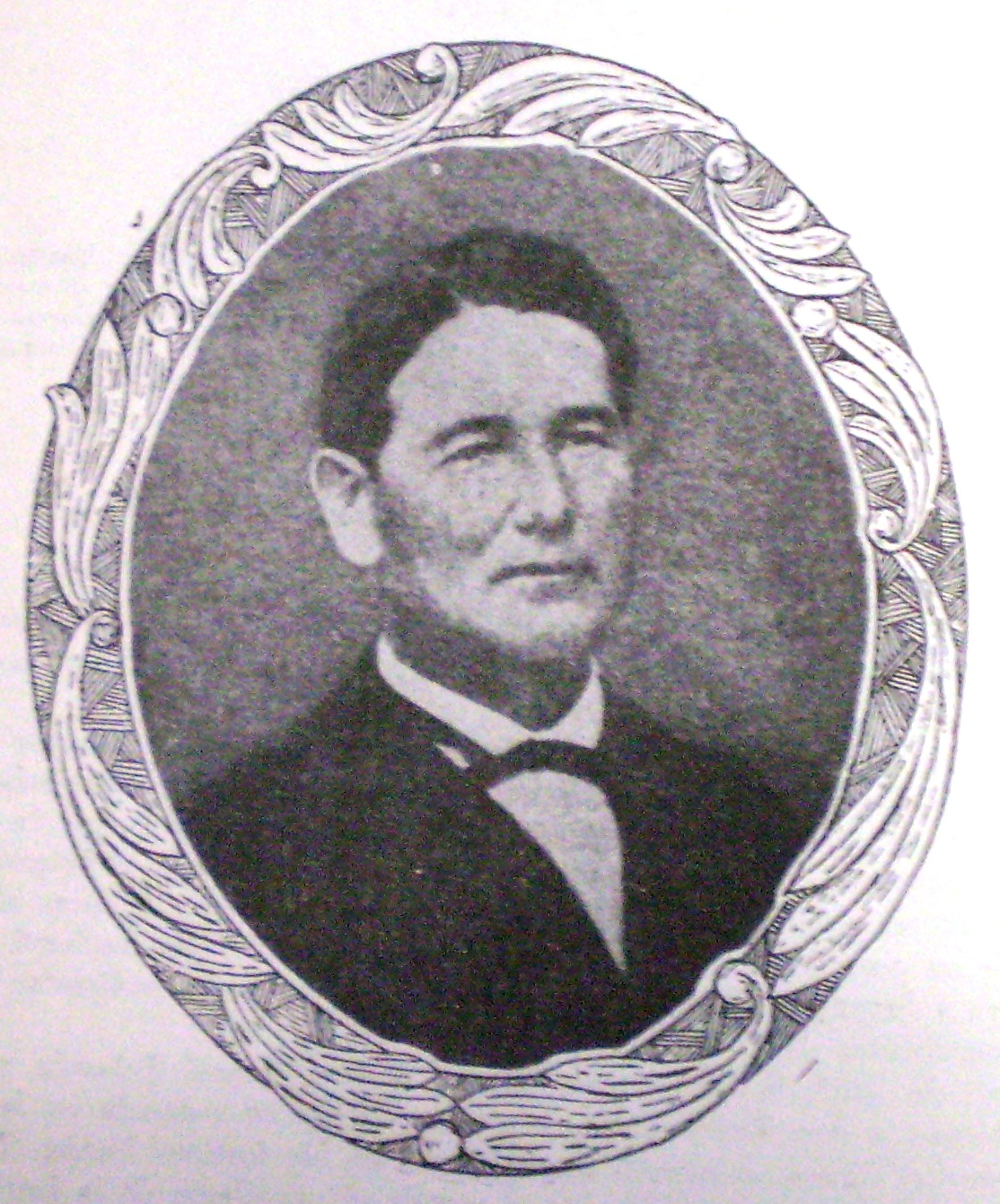
Manuel Taboada.

Por su parte, los caudillos federales Carlos Ángel y Felipe Varela salieron rumbo a la provincia de Catamarca pero en el Departamento Capital, fueron derrotados el 31 de marzo en el combate de La Callecita por el Comandante de Armas de la provincia Víctor Maubecín.
Forzado Peñaloza por la situación y exigido de entregar como muestra de lealtad a sus hombres, el 16 de abril de 1863 lanzó una proclama conocida como el "Grito de Guaja" llamando al levantamiento. 
El gobierno nacional tenía ahora la excusa para acabar con los restos del movimiento vencido y sus partidarios en las provincias del norte, liderados por Manuel Taboada, no esperaron. Se encontraban ya reunidos en Catamarca los mandatarios de las provincias de Catamarca (Ramón Rosa Correa), Tucumán (José María del Campo) y Santiago del Estero (Manuel Taboada) y el mismo día de la proclama de Peñaloza dirigieron a Mitre una carta enunciando que ante lo que consideraban el reinicio de la guerra civil asumían "el deber de concurrir con todos los elementos de las Provincias que mandan a ahogarla en su cuna".
Taboada fue nombrado Comandante en Jefe de las milicias de las provincias aliadas y marchó con sus hombres derrotando el 21 de abril en el Combate de Huillapima (o Villaprima) a unos 200 hombres de la vanguardia de Felipe Varela en el Departamento Capayán, provincia de Catamarca. 
Al día siguiente derrotó separadamente a la vanguardia del teniente coronel Carlos Ángel y a su división principal en el Combate de Chumbicha, Departamento Capayán.

## Campaña contra La Rioja
Taboada consideraba ya irreversible el resultado de la campaña, y escribía al gobernador de Catamarca que "Es imposible que se rehagan porque han recibido una lección terrible", con lo cual Del Campo regresó a Tucumán. El 29 de abril invadió La Rioja al frente de 1000 hombres, mientras una división salteña al mando del coronel Diego Wellesley Wilde entraba a la provincia por el departamento Arauco y milicianos catamarqueños al mando del coronel Melitón Córdoba se preparaban para sumarse al ataque.
Ante la renuncia del gobernador Gómez el 25 de marzo había sido elegido por unanimidad el coronel Juan Bernardo Carrizo, hombre de confianza de Peñaloza. Carrizo abandonó la capital que fue ocupada por el ejército invasor el 3 de mayo, pero permaneció a sólo 2 leguas con 1000 hombres, 800 jinetes y 200 infantes, secundado por Carlos Ángel y Severo Chumbita y algunos de sus principales subalternos, como los caudillos Suero y Toranzo.

### Batalla de Mal Paso
El 3 de mayo de 1863, Juan "Berna" Carrizo tendió su línea sobre la margen derecha del arroyo Mal Paso, más elevada que la que se le oponía y al aproximarse las tropas de Taboada las recibió con fuego graneado desde una posición ventajosa. 
El parte posterior de Taboada relataría la acción: "El fuego que recibíamos desde que tiramos la línea era mortífero, que no podíamos contestar porque los enemigos estaban defendidos por la altura, los montes y el parapeto que presentaba la orilla del arroyo que ocupaban.
El fuego se rompió, no obstante, por nuestra brava infantería con una decisión y coraje admirables, y fue sostenida con encarnizamiento por espacio de tres cuartos de hora. Yo me coloque al frente de ella, y he podido comprobar el valor y decisión con que mis compañeros se han batido en defensa de la libertad de esta provincia desgraciada.
Cuando mis bravos compañeros empezaron a caer heridos y fue necesario vencer la posición con un rasgo de audacia, me puse a la cabeza de la infantería y me lance a forzar el paso, haciendo calar bayoneta.
Todos me siguieron y la derrota del enemigo, que ya nos había flanqueado por la derecha, no tardó en pronunciarse.  Por espacio de tres cuadras arrollamos a la infantería enemiga. Y al mismo tiempo que yo arrollaba a la ingantería, la caballería, que hasta entonces no había podido protegernos por cumplir su orden de seguir su marcha al trote, llegó al campo de batalla, y hallando el paso libre cargó con lanza en ristre a la caballería enemiga y la arrolló".

## Consecuencias
En efecto, el desbande de las tropas de Carrizo fue completo y los federales fueron perseguidos durante 6 horas. En la acción, o más probablemente después de ella, murieron 120 hombres de la infantería riojana, entre ellos todos sus jefes. Fueron capturados, y sobrevivieron, 37 hombres, 7 de ellos heridos. Los federales perdieron también su bandera, un estandarte, 80 fusiles, numerosas lanzas y el parque de municiones.
La sospecha de la ejecución sistemática e inmediata de prisioneros surgió incluso de los más altos niveles del partido oficial. Tras los hechos, Guillermo Rawson envió una carta a Taboada comunicándole la preocupación del presidente Mitre por esos hechos y la posibilidad de que "llegue a convertirse en la lucha o en la persecución de los vencidos, en actos de crueldad dolorosa". Pese a la sorprendente diferencia entre muertos y heridos, Taboada negó los hechos de manera airada, pero pronto la política de "guerra de policía" recomendada por Mitre y llevada a sus extremos por el responsable de ejecutarla Domingo Faustino Sarmiento y sus principales comandantes en el campo, destacando en crueldad Ambrosio Sandes, se encargaría de confirmar los hechos.
Taboada dio por finalizada su campaña en el noroeste, dejando como jefe político en La Rioja a Natal Luna y el comando militar de las tropas aliadas de ocupación en manos de Anselmo Rojo. Al norte permanecería también la división de Wilde, a la expectativa de los siguientes movimientos de Peñaloza.